# Ye (album van Kanye West)
Ye is het achtste studioalbum van de Amerikaanse rapper en producer Kanye West. Het werd op 1 juni 2018 uitgebracht door GOOD Music en Def Jam met gastvocals van Nicki Minaj, Kid Cudi, Ty Dolla Sign, PartyNextDoor, Jeremih, Charlie Wilson, Valee en 070 Shake.

## Tracklist
| Nr. | Titel                       | Duur |
| --- | --------------------------- | ---- |
| 1.  | I Thought About Killing You | 4:34 |
| 2.  | Yikes                       | 3:08 |
| 3.  | All Mine                    | 2:25 |
| 4.  | Wouldn't Leave              | 3:25 |
| 5.  | No Mistakes                 | 2:03 |
| 6.  | Ghost Town                  | 4:31 |
| 7.  | Violent Crimes              | 3:35 |